# Sára Bejlek
Sára Bejlek (nascida em 31 de janeiro de 2006) é uma tenista profissional tcheca.
Natural de Hrušovany nad Jevišovkou, Bejlek tem o melhor ranking da WTA de sua carreira, com o 155º lugar em simples, alcançado em 10 de abril de 2023, e 671º em duplas, definido em 1º de agosto de 2022. Até o momento, ela ganhou seis títulos de simples e um título de duplas no Circuito Feminino da ITF.

## Desempenho no Grand Slam Júnior
Singles:
- Australian Open: –
- Aberto da França: SF (2022)
- Wimbledon: 2R (2021)
- US Open: –

Doubles:
- Australian Open: –
- Aberto da França: V (2022)
- Wimbledon: 2R (2021)
- US Open: –

Bejlek venceu o evento de duplas femininas do Aberto da França de 2022, em parceria com Lucie Havlíčková [en]. Além disso, ela chegou às semifinais em simples.

## Carreira profissional

### 2021: Primeiro título do Circuito ITF e top 500
Em julho, Bejlek ganhou seu primeiro e maior título na ITS Cup [en] de US$ 60k em Olomouc, República Tcheca, ao derrotar Paula Ormaechea com uma "bicicleta" (6–0, 6–0) na final. Como resultado, ela melhorou, depois de fazer sua estreia no ranking da WTA, sua classificação em 557 posições, para a 447ª posição em apenas um mês.

### 2022: Grand Slam e estreias no top 200
Em junho, em Česká Lípa, Bejlek venceu o $ 60k Macha Lake Open [en], derrotando a compatriota tcheca Jesika Malečková [en] na final. Na semana seguinte, Bejlek fez sua estreia no WTA Tour na qualificatória do Torneio de Wimbledon, mas foi derrotada na primeira rodada por Emina Bektas. Um mês depois, ela conseguiu defender seu título na ITS Cup [en], desta vez derrotando Lina Gjorcheska [en] na final. Ela continuou progredindo no Us Open com sua estreia na chave principal em Major, após três vitórias na qualificatória. Ela foi a jogadora mais jovem na chave principal do US Open de 2022, já tendo sido a mais jovem participante direta na qualificatória.

### 2023: Estreia no Australian Open, alternância entre o Circuito ITF e o WTA Tour
Aos 16 anos, como a segunda jogadora mais jovem entre as 200 primeiras, Bejlek fez sua estreia no Australian Open. Ela perdeu para sua compatriota Barbora Krejčíková na primeira rodada. No início de abril, ela chegou à sua primeira final do ano, o torneio de US$ 60k em Split, mas perdeu para Tara Würth [en]. Um mês depois, ela estreou em torneios WTA 1000 do Aberto da Itália. Na primeira rodada da qualificatória, ela triunfou perdendo apenas três games. Ainda assim, ela não conseguiu se classificar depois de perder na rodada seguinte. O próximo destino foi o Aberto da França, onde passou na qualificatória sem perder um set, para poder competir pela primeira vez na chave principal desse Major. Assim como em suas duas participações anteriores na chave principal no Grand Slam, ela perdeu novamente na primeira rodada.
Depois de não passar pela qualificatória de Wimbledon, Bejlek alcançou outra final de US$ 60k em Haia, mas perdeu para Arantxa Rus. Duas semanas depois, ela finalmente ganhou seu primeiro título do ano, no torneio de US$ 25k em Pärnu, na Estônia. No início de setembro, ela alcançou sua terceira final de US$ 60k do ano na República Tcheca, no Kuchyně Gorenje Prague Open [en], mas novamente terminou como vice-campeã.
Em outubro, Bejlek ganhou um torneio de US$ 25k em Pula, vencendo Caijsa Hennemann [en] na final em sets diretos.
Em novembro, aos dezessete anos, Bejlek ganhou o LP Open Chile, vencendo na partida final a, também jovem, francesa de vinte e um anos, Diane Parry, em sets diretos.

### 2024: Estreia em WTA 1000, primeiras vitórias e Top 110
Bejlek iniciou a temporada diretamente no Australian Open. Ela foi a primeira a se qualificar para a chave principal pelo segundo ano consecutivo. Em sua partida de estreia na chave principal, ela perdeu para Leylah Fernandez em sets diretos. Seu  próximo compromisso foi no ATX Open, onde novamente, passou pela qualificatória mas perdeu na primeira rodada da chave principal para Anhelina Kalinina em sets diretos.
Bejlek iniciou a temporada em quadras de saibro no Megasaray Hotels Open em março, perdendo na primeira rodada. O mesmo aconteceu no Open Internacional Femení Solgironès em abril. Em seguida ela tentou o Porsche Tennis Grand Prix, mas não passou pela qualificatória. Já no Aberto de Madri, ela não só passou pela qualificatória, fazendo sua estreia no WTA 1000, mas venceu Anna Blinkova, a 24ª cabeça de chave, Anna Kalinskaya e Ashlyn Krueger para chegar às oitavas de final, onde perdeu para a 4ª cabeça de chave Elena Rybakina em sets diretos. Como resultado, ela alcançou uma nova classificação, a mais alta de sua carreira, na 114ª posição do ranking. Depois disso, seu maior destaque na temporada foi ter vencido um torneio ITF W60 na Croácia em outubro.